# Silene praemixta
Silene praemixta är en nejlikväxtart som beskrevs av Mikhail Grigoríevič Popov. Silene praemixta ingår i släktet glimmar, och familjen nejlikväxter. Inga underarter finns listade i Catalogue of Life.